# Неклюдовское сельское поселение
Неклю́довское се́льское поселе́ние — муниципальное образование в составе Кимрского района Тверской области России.

На территории поселения находятся 24 населенных пункта. Центр поселения — деревня Неклюдово.

Образовано в результате муниципальной реформы в 2005 году, включило в себя территорию Неклюдовского сельского округа.

## Географические данные
- Общая площадь:131 км².
- Нахождение: северная часть Кимрского района.
  - Граничит:
    - на севере — с Кашинским районом, Булатовское СП
    - на востоке — с Кашинским районом, Барыковское СП
    - на юго-востоке — с Центральным СП
    - на юге — с Устиновским СП
    - на западе — с Печетовским СП

## Население
| 2005 | 2010 | 2011 | 2012 | 2013 | 2014 | 2015 |
| ---- | ---- | ---- | ---- | ---- | ---- | ---- |
| 464  | ↘432 | ↘430 | ↘422 | ↗425 | ↘394 | ↘380 |
| 2016 | 2017 | 2018 | 2019 | 2020 | 2021 |      |
| ↘367 | ↘348 | ↘342 | ↘319 | ↗320 | ↗471 |      |

## Населенные пункты
На территории поселения находятся следующие населённые пункты:
| №  | Тип нп | Название         | Население (2008 год) |
| -- | ------ | ---------------- | -------------------- |
| 1  | дер.   | Бабинское        | 2                    |
| 2  | дер.   | Большое Чириково | 2                    |
| 3  | дер.   | Бородино         | 0                    |
| 4  | дер.   | Вороново         | 33                   |
| 5  | дер.   | Высоково         | 7                    |
| 6  | дер.   | Вячелово         | 10                   |
| 7  | дер.   | Дорохи           | 0                    |
| 8  | дер.   | Игумново         | 6                    |
| 9  | дер.   | Карповка         | 1                    |
| 10 | дер.   | Клясово          | 3                    |
| 11 | дер.   | Кстиново         | 3                    |
| 12 | дер.   | Набережная       | 14                   |
| 13 | дер.   | Назарово         | 5                    |
| 14 | дер.   | Неклюдово        | 180                  |
| 15 | дер.   | Николо-Ям        | 6                    |
| 16 | дер.   | Ново-Ивановское  | 108                  |
| 17 | дер.   | Норбужье         | 20                   |
| 18 | дер.   | Острилово        | 0                    |
| 19 | хутор  | Перекладово      | 0                    |
| 20 | дер.   | Подосёново       | 4                    |
| 21 | дер.   | Романово         | 24                   |
| 22 | дер.   | Сосновицы        | 1                    |
| 23 | дер.   | Спирово          | 25                   |
| 24 | дер.   | Сыркино          | 29                   |

### Бывшие населенные пункты
На территории поселения исчезли деревни: Малое Чириково, Татаринцево, Цибино и другие.

Деревни Керузино и Тушаково вошли в состав деревни Неклюдово.

## История
В середине XIX-начале XX века деревни поселения относились к Паскинской и Суворовской волостям Корчевского уезда.

## Известные люди
В деревне Клясово родился Герой Советского Союза Василий Александрович Русаков.
- В селе Николо-Ям родился Михаил Александрович Никольский (1901—1988) — советский военачальник, генерал-полковник (РВСН)

Близ деревни Неклюдово в имении матери в 1870 родился Павел Михайлович Голубицкий — известный русский изобретатель в области телефонной связи, почётный гражданин Калужской области.